# I/O (Halt and Catch Fire)
I/O is de pilot van de televisieserie Halt and Catch Fire. De aflevering werd geregisseerd door de Argentijn Juan José Campanella. I/O werd in de Verenigde Staten voor het eerst uitgezonden op 1 juni 2014.

## Verhaal

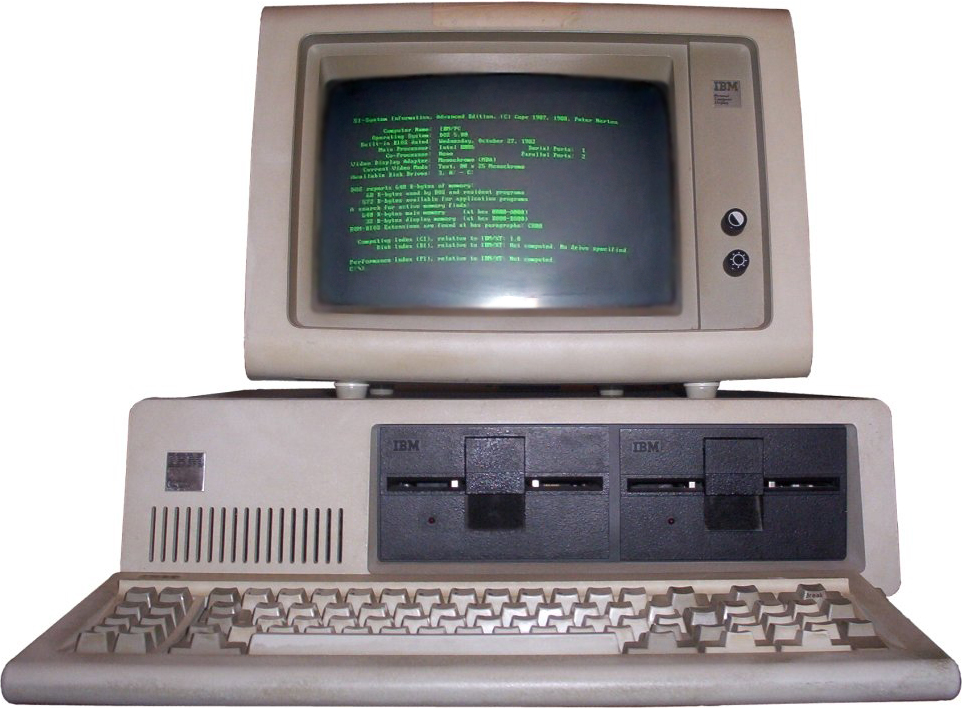
De IBM Personal Computer die in 1981 gelanceerd werd.

Joseph "Joe" MacMillan, die ooit een rol speelde in de ontwikkeling van de PC van IBM, geeft een gastcollege in een aula met toekomstige computeringenieurs. Daar laat hij zijn oog vallen op laatkomer Cameron Howe, een intelligente maar rebelse studente met een creatieve toekomstvisie. Joe volgt Cameron naar een arcadehal en probeert haar te rekruteren, hoewel hij onthult dat hij niet echt voor IBM werkt. De twee vrijen met elkaar, maar na een ongepaste opmerking van Joe trapt Cameron het al snel af.
Nadien solliciteert Joe naar een baan bij het bescheiden computerbedrijf Cardiff Electric. Hij overtuigt John Bosworth, de Senior Vice President van de verkoopafdeling, om hem in dienst te nemen. Eens aangenomen, begint Joe zijn pijlen te richten op Gordon Clark, een getalenteerde maar miskende computeringenieur met een drankprobleem. In het verleden creëerde Gordon met zijn echtgenote Donna de computer Symphonic, een project dat op COMDEX werd voorgesteld, maar niet het gewenste succes opleverde. Sindsdien kwijnt Gordon weg bij Cardiff Electric. Joe probeert Gordon te overtuigen om door middel van reverse engineering de PC van IBM te klonen. Donna wil aanvankelijk niet dat haar echtgenoot nogmaals al zijn hoop in een ambitieus en gevaarlijk computerproject investeert. Wanneer ze vervolgens ontdekt dat Gordon en Joe stiekem het BIOS van de IBM-PC hebben achterhaald, besluit ze haar echtgenoot toch te steunen.
Maar ook Cardiff Electric en IBM ontdekken dat Joe en Gordon op illegale wijze het BIOS van IBM hebben gekopieerd. Dale Butler, de Senior Vice President van de verkoopafdeling van IBM, neemt contact op met Cardiff Electric en licht Bosworth in dat Joe tijdens diens periode bij IBM meer dan een jaar vermist was. Wanneer Joe en Gordon door Bosworth en Nathan Cardiff, de eigenaar van het bedrijf, geconfronteerd worden met hun illegale activiteiten, onthult Joe dat hij IBM zelf op de hoogte heeft gebracht van hun reverse engineering. Om het project van Joe en Gordon te legitimeren, moet Cardiff Electric snel op zoek naar een nieuwe computeringenieur die in staat is om zonder voorkennis een BIOS te schrijven.
Joe gaat samen met Gordon op zoek naar Cameron. Ondanks haar eerste ontmoeting met Joe besluit ze om haar studies stop te zetten en gaat ze in op het lucratieve aanbod van Cardiff Electric, dat niet veel later het volledige advocatenteam van IBM over de vloer krijgt.

## Cast
- Lee Pace - Joe MacMillan
- Scoot McNairy - Gordon Clark
- Mackenzie Davis - Cameron Howe
- Kerry Bishé - Donna Clark
- Toby Huss - John Bosworth
- Graham Beckel - Nathan Cardiff
- David Wilson Barnes - Dale Butler

## Titelverklaring
I/O is een afkorting uit de computertechniek en staat voor input/output. Het is de beschrijving van de communicatie tussen (deel)systemen van computers. In de computerarchitectuur wordt de combinatie van CPU en geheugen als het hart van een computer beschouwd en elke verplaatsing van data(pakketten), of stripes, vanuit of naar het hart – bijvoorbeeld van of naar een harde schijf – wordt als I/O beschouwd. Signalen die worden ontvangen worden beschouwd als input, signalen die worden verstuurd worden gezien als output.

## Culturele en historische verwijzingen

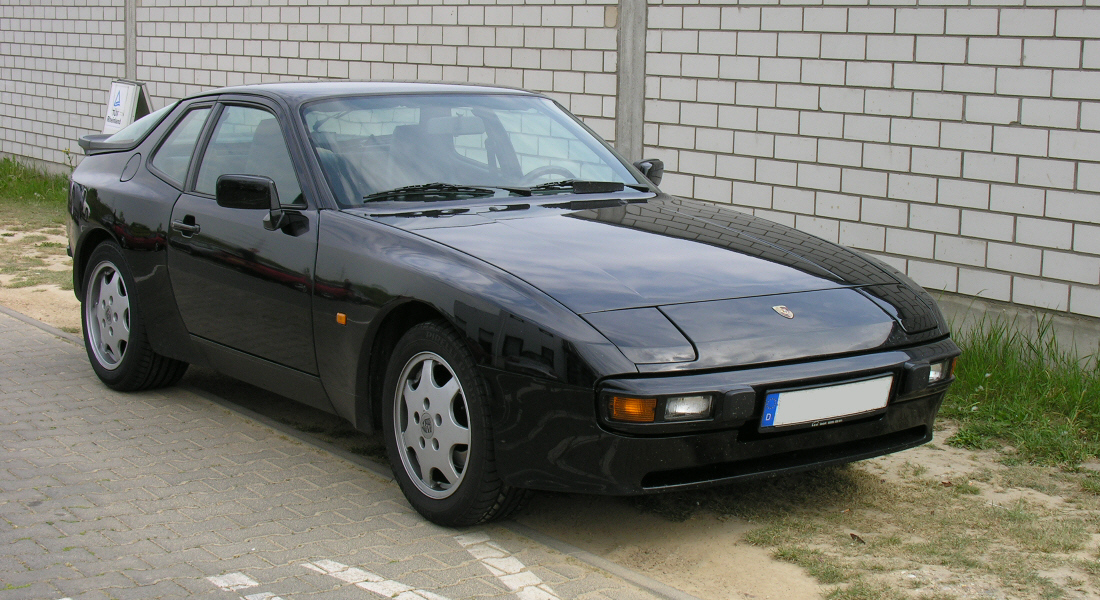
Het hoofdpersonage rijdt met een zwarte Porsche 944.

- Joe en zijn echtgenote Donna stelden hun computerproject Symphonic voor op COMDEX. Dit was een computerexpo die voor het eerst werd georganiseerd in 1979.
- In de arcadehal speelt Cameron de video game Centipede.
- Tijdens Joe's sollicitatiegesprek worden de ondernemingen Hitachi, Burroughs, NCR, Honeywell en Control Data vermeld.
- De dochters van Gordon en Donna spelen met het elektronisch speelgoed Speak & Spell.
- Het gezin van Gordon gaat naar een bioscoopvoorstelling van Star Wars: Episode VI: Return of the Jedi (1983).
- De aflevering bevat de nummers "Complicated Game" van de new waveband XTC en "Wanna Be Manor" van de punkgroep The Vandals.
- Joe rijdt met een zwarte Porsche 944.